# Wally Moon
Wallace Wade Moon (Bay, Arkansas, 3 de abril de 1930-Bryan, Texas, 9 de febrero de 2018), más conocido como Wally Moon, fue un jugador profesional estadounidense de béisbol que se desempeñó en la posición de jardinero izquierdo en las Grandes Ligas de Béisbol (MLB). Logró obtener un Guante de Oro.

## Carrera
Moon jugó como profesional cinco temporadas en St. Louis Cardinals (1954-1958), después pasó a Los Angeles Dodgers, donde jugó siete temporadas (1959-1965), y fue el equipo en el que se retiró.

## Premios
Fue galardonado con el Guante de Oro en una oportunidad (1959).